# Gunnison, Mississippi
Gunnison är en kommun (town) i Bolivar County i Mississippi. Vid 2020 års folkräkning hade Gunnison 295 invånare.